# Torneo de Múnich 2017
El BMW Open by FWU 2017 fue un torneo de tenis jugado en polvo de ladrillo al aire libre que se celebró en Múnich, Alemania, del 1 al 7 de mayo de 2017. Fue la 102.ª edición del BMW Open by FWU, y fue parte del ATP World Tour 250 series del 2017.

## Distribución de puntos
| Modalidad            | Campeón | Finalista | Semifinales | Cuartos de final | 2ª ronda | 1ª ronda | Clasificados | 2ª ronda de clasificación | 1ª ronda de clasificación |
| Individual masculino | 250     | 165       | 100         | 50               | 25       | 0        | 13           | 7                         | 0                         |
| Dobles masculino     | 250     | 150       | 90          | 45               | 20       | 0        | -            | -                         | -                         |

## Cabezas de serie

### Individuales masculino
| Tenista               | Ranking | Preclasificado |
| Gaël Monfils          | 17      | 1              |
| Roberto Bautista      | 18      | 2              |
| Alexander Zverev      | 21      | 3              |
| Fabio Fognini         | 29      | 4              |
| Philipp Kohlschreiber | 31      | 5              |
| Mischa Zverev         | 35      | 6              |
| Jan-Lennard Struff    | 52      | 7              |
| Thomaz Bellucci       | 54      | 8              |

- Ranking del 24 de abril de 2017

### Dobles masculino
| Tenista                           | Ranking | Preclasificado |
| Oliver Marach Mate Pavić          | 65      | 1              |
| Treat Huey Max Mirnyi             | 69      | 2              |
| Juan Sebastián Cabal Robert Farah | 76      | 3              |
| Julio Peralta Horacio Zeballos    | 87      | 4              |

## Campeones

### Individual masculino
Alexander Zverev venció a  Guido Pella por 6-4, 6-3

### Dobles masculino
Juan Sebastián Cabal /  Robert Farah vencieron a  Jérémy Chardy /  Fabrice Martin por 6-3, 6-3